# Burg Rheinegg
Die Burg Rheinegg, auch Rinegg oder Reineck genannt, ist eine abgegangene Höhenburg am westlichen Rand des Landskronbergs bei Leymen im Département Haut-Rhin nahe der französischen Grenze zu den schweizerischen Gemeinden Bättwil und Hofstetten-Flüh.

## Geschichte
Es wird angenommen, dass die Burg von der Familie Zu Rhein erbaut wurde. Jedenfalls gehörte sie diesem Geschlecht um 1350.
1477 gaben die Habsburger die Rheinegg den Reich von Reichenstein zu Lehen. Im Jahr 1515 erteilte Kaiser Maximilian als Lehnsherr die Erlaubnis die Burg Rheinegg abzutragen und die Steine für den Umbau der Burg Landskron zu einer Festung zu verwenden.
Die verbliebenen Reste der Burg fielen 1970 einem Steinbruch zum Opfer.